# Mika Kanai
Mika Kanai  (かない みか?, Kanai Mika), originariamente 金井 美香? (Kanai Mika; Tokyo, 18 marzo 1964) è una doppiatrice e cantante giapponese.
È rappresentata dalla Ken Production. Viene affettuosamente soprannominata dai fan Mikapii (みかぴい?, Mikapii). È principalmente conosciuta per il suo ruolo in Idol tenshi yōkoso Yōko (Yōko Tanaka), Tanoshii Mūmin Ikka (Snork Maiden), Goldfish Warning! (Wapiko), Soreike! Anpanman (Melonpanna), Yadamon (Yadamon), After War Gundam X (Tiffa Adill), Tokyo Pig (Harebuta), Galaxy Angel (Vanilla H), Higurashi no Naku Koro ni (Satoko Hōjō), Tales of Phantasia (Arche Klein) e Uchi no 3 Shimai (Sū).
Ha inoltre doppiato il personaggio di Samara Morgan nel film The Ring e di Regan nel film L'esorcista.
Kanai è stata sposata con il collega Kōichi Yamadera dal 1994 al 2006, benché il loro divorzio non sia stato reso pubblico sino al 2007. È la figlia di Akihisa Kanai, produttore della Seinenza Theater Company e della doppiatrice Kazue Tagami (Pun Pun Maru, Obake no Q-tarō).

## Ruoli principali

### Anime
- Annette Burns in Growlanser III: The Dual Darkness
- Arche Klaine in Tales of Phantasia
- Chie in "Golden Boy (manga)"
- Himiko in Keio Flying Squadron series
- Hōjō Satoko in Higurashi no Naku Koro ni
- Ichika Fujii in Baby and Me
- Jilva in PoPoLoCrois
- Kaguya Sumeragi in Code Geass - Lelouch of the Rebellion
- Kuaru in Lunatic Night
- Little in Floral Magician Mary Bell
- Marill, Jigglypuff, Emolga di Iris, Chikorita, Bayleef e Meganium in Pocket Monsters (Pokémon) e Super Smash Bros
- Mei Mar in KO Beast
- Melonpanna in Soreike! Anpanman
- Mikan Shiratori in Sailor Moon
- Mimete in Sailor Moon S
- Mio Sasuga in Super Robot Wars
- Normad in Galaxy Angel
- O-Chan in the Hebereke series
- Poo in A Tree of Palme
- Ropes in Konjiki no Gash Bell!!
- Lou in Daa! Daa! Daa!
- Sister Simplice e Toussaint in Les Misérables: Shōjo Cosette
- Purika in Black Matrix
- Sera/Sara in Sonic the Hedgehog
- Sharmee in Doraemon (serie del 2005)
- Sunny Funny in PaRappa the Rapper
- Shiina in Vampire Princess Miyu
- Pekorin in Kirakira ☆ Pretty Cure À La Mode
- Tiffa Adill in After War Gundam X
- Vanilla H in Galaxy Angel e Galaxy Angel II
- Wapiko in Goldfish Warning!
- Salsa in Eternal Sonata
- Maju Sendo in Kaitō Saint Tail
- Emi and Yumi Hanner in The Irresponsible Captain Tylor
- Panda in Ranma ½
- Oto Tachibana in Yamato Takeru
- Yūkimaru in Naruto Shippuden
- Delusion Eucliwood numero 2 in Kore wa zombie desu ka?
- Misato Uehara in Nana
- Yōko Tanaka in Idol tenshi Yōkoso Yōko

### Videogiochi
- Another Century's Episode 3: The Final (Tiffa Adill)
- Astro Boy (videogioco 2004) (Denkou, Magnamite)
- Black/Matrix (Purica)
- Bloody Roar (Alice Nonomura)
- Bloody Roar 2 (Alice Nonomura)
- Bloody Roar 3 (Alice Nonomura)
- Cyberbots: Full Metal Madness (Arieta)
- Dragon Quest Treasures (Madame Vanda, vari mostri)
- Dynasty Warriors: Gundam 3 (Tiffa Adill)
- Eberouge (Coh Dainhart)
- Eternal Sonata (Salsa)
- EVE Burst Error (Akane Shibata)
- EVE ZERO (Akane Shibata)
- Galaxy Angel/Galaxy Angel II (Vanilla H)
- Growlanser III: The Dual Darkness (Annette Burns)
- Hyperdimension Neptunia (Histoire)
- Hyperdimension Neptunia Mk2 (Histoire)
- Hyperdimension Neptunia Victory (Histoire, Croire)
- Hyperdevotion Noire: Goddess Black Heart (Histoire)
- Idol Janshi Suchie-Pai (Suchie-Pai)
- Megadimension Neptunia VII (Histoire, Croire)
- Neptunia x Senran Kagura: Ninja Wars (Histoire)
- Neptunia: Sisters VS Sisters (Histoire)
- Neptunia Game Maker R:Evolution (Croire)
- Pokémon Snap (Jigglypuff)
- Sakura Wars 4: Fall in Love, Maidens (Ci Caprice)
- SINoALICE (Satoko Hōjō)
- Superdimension Neptune VS Sega Hard Girls (Histoire)
- Super Neptunia RPG (Histoire)
- Super Robot Wars Alpha Gaiden (Mio Sasuga, Tiffa Adill)
- Super Robot Wars Z (Tiffa Adill)
- Super Robot Wars Z2: Destruction Chapter (Tiffa Adill)
- Super Robot Wars Z2: Rebirth Chapter (Tiffa Adill)
- Super Robot Wars Z3: Heaven Chapter (Tiffa Adill)
- Super Smash Bros. (Jigglypuff)
- Super Smash Bros. Melee (Jigglypuff)
- Super Smash Bros. Brawl (Jigglypuff, Chikorita)
- Super Smash Bros. per Nintendo 3DS e Wii U (Jigglypuff)
- Super Smash Bros. Ultimate (Jigglypuff, Bewear, Pyukumuku, Togedemaru)
- Tales of Phantasia (Arche Klaine)
- Tales of the World: Radiant Mythology (Arche Klaine)
- Tales of the Rays (Arche Klaine)
- Tales of Crestoria (Arche Klaine)

## Discografia
- おもちゃ箱(Omochabako/Toy Box) - 1992
- ダイアリ (Diary) - 1993
- ナチュレル (Naturelle) - 1994
- スタイル (Style) - 1995
- ジューク・ボックス (Juke Box) - 1996
- クラムチャウダー (Clam Chowder) - 1997
- MIKA KANAI "Best Selection" - 1998